# Млин

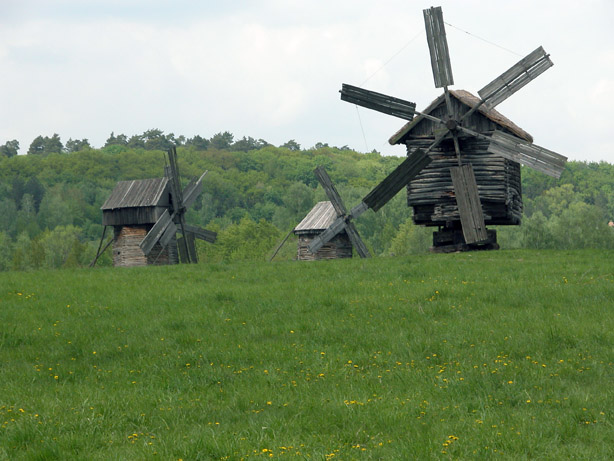
Вітряні млини (вітряки), Музей народної архітектури та побуту України, Київ

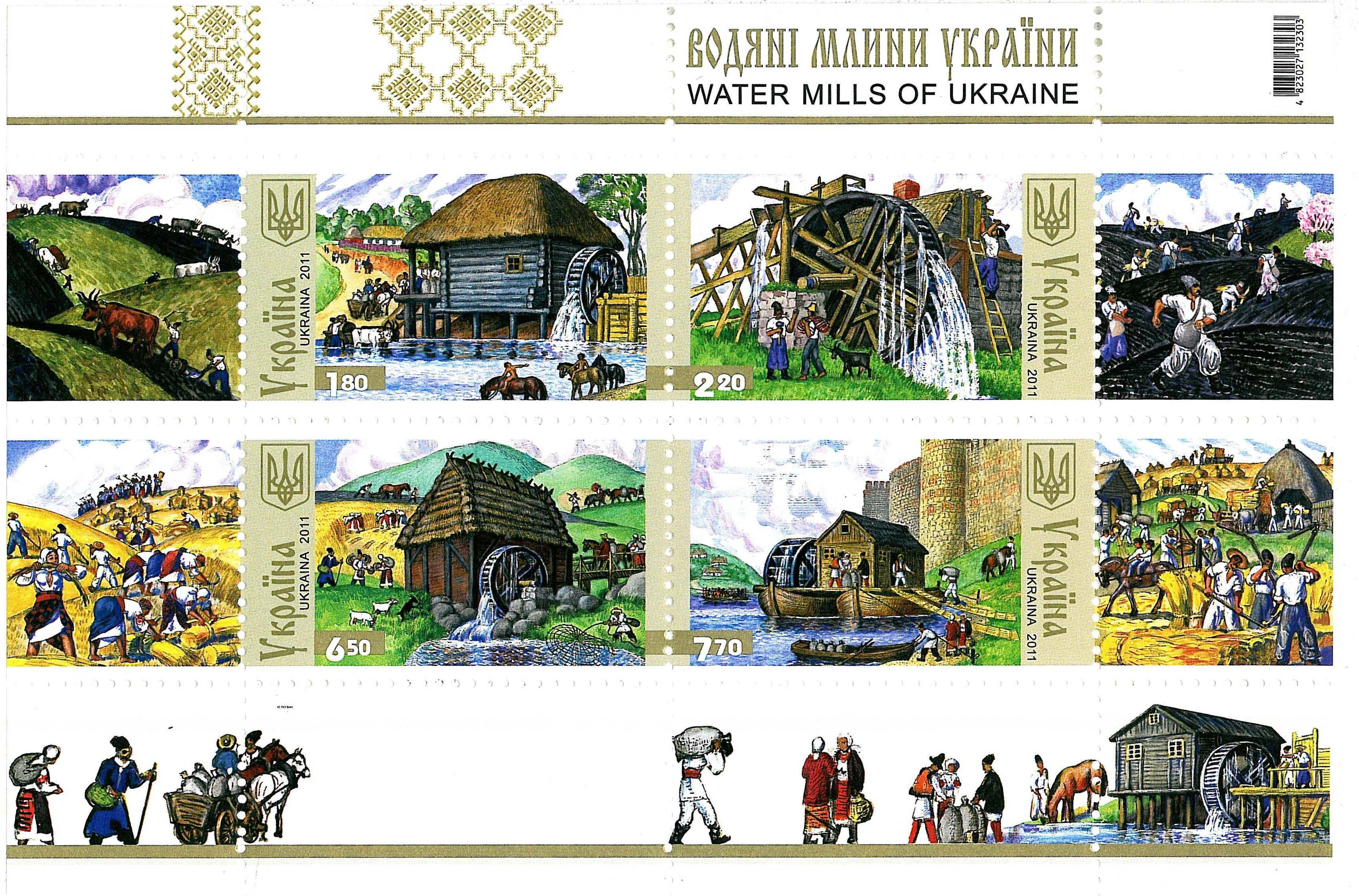
Маркований аркуш Укрпошти «Водяні млини України» (2011)

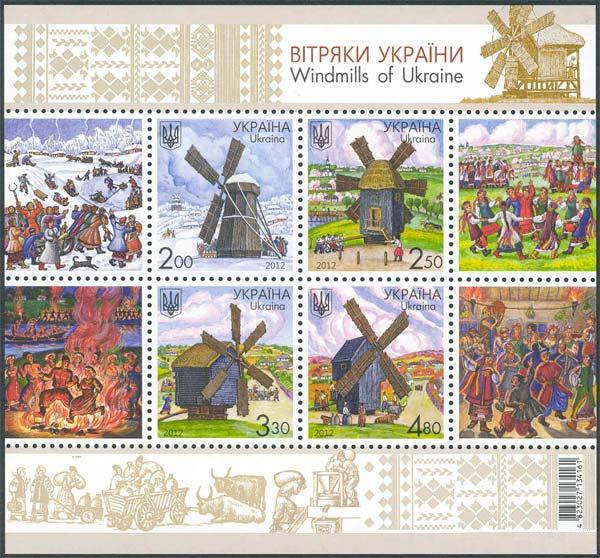
Маркований аркуш Укрпошти «Вітряки України» (2012)

Млин — споруда, що розмелює зерно на борошно за допомогою вітряної, водяної, парової та іншої енергії. Слово млин (прасл. *mъlinъ) має латинське походження: від лат. molīna, утвореного від дієслова molo («мелю»); припускається посередництво давн.в-нім. mulīn.
Власник млина чи працівник на ньому називався ме́льник чи міро́шник або млина́р.

## Історія

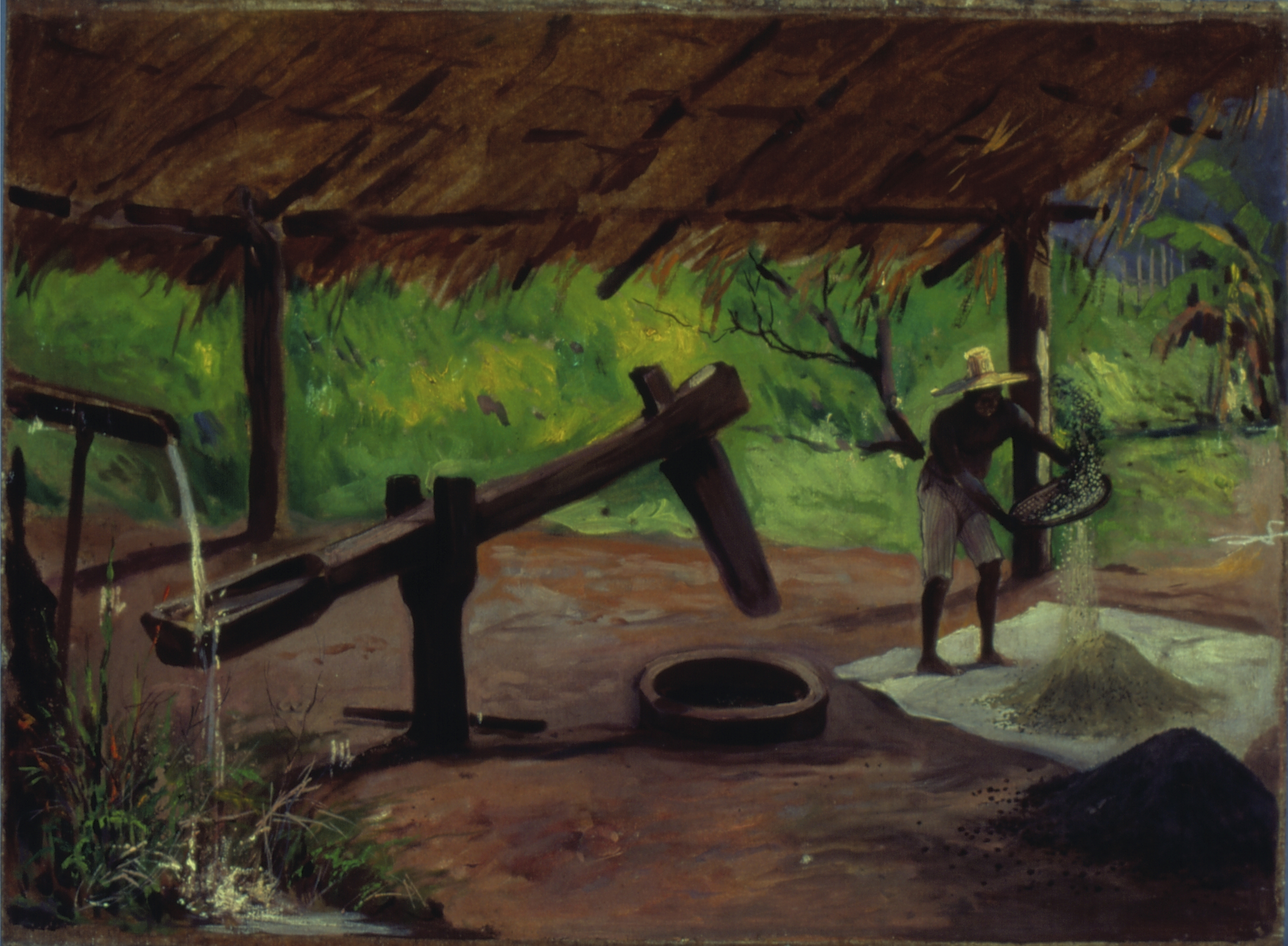
Млин з товкачем і ступою замість жорен. Малюнок Альфреду Нофіні, Бразилія

Все починалось з розмолу зерна. Європейські культури широко використовували зернові культури (пшениця, ячмінь, жито посівне, гречка звичайна). Стигле зерно збирали і мололи на борошно важкими кам'яними жорнами. Використовувалась енергія людей.
Винахід і створення млинів, що використовували енергію потоку води — важливий етап розвитку інженерного знання. Найбільш архаїчними були млини, де колеса приводили в рух товкачі, що розтовкували зерно в ступах (у Бразилії схожі водяні ступи відомі як «монжоло»). Пізніше з'явився привод до жорен.
У давньогрецькій міфології винахід млина приписується цареві Лаконії Мілету.
Маються свідчення про існування водяного млина (molīna) в Стародавньому Римі вже в I ст. до н. е.. Набагато пізніше були винайдені й вітряні млини.
Кілограм зерна на борошно жорнами вручну могли змолоти за 1—2 години, бо зерно мололи переважно жінки та старші діти. Водяний та вітряний млин мололи за чверть години мішок зерна. Наявний прогрес, що почався з 16 ст., хоча й потребував платні. Тому кожне село мало власний млин. Велике село або старовинне місто мали декілька млинів.
Млин ставав своєрідним сільським центром, бо мав шляхи для підвозу зерна та вивозу готового борошна. Млин і мірошник — персонажі багатьох легенд і народних оповідань (згодом театральних вистав на їх основі), пов'язаних із ворожбою та нечистою силою.
В старовинних поселеннях старий млин розбирали і новий будували на тому ж місці, але вже за новими технологіями та з нових будівельних матеріалів. Деякі млини мали 400—600 років безперервного існування.
У сучасній борошномельно-круп'яній промисловості млини замінені борошномельними заводами. Борошномельне підприємство складається з трьох відділень: зерноочисного, розмельного і вибійного. У першому зерно, що надходить з елеватора, очищують від домішок. У розмельному — зерно подрібнюють на вальцевих верстатах, отримуючи крупку, яка надалі сортується в спеціальних просіювальних машинах — розсівах. Для борошна обдирного помелу крупку збагачують: відділяють від неї плодові оболонки на ситовіяльних машинах (для борошна оббивного помелу отримання крупки і збагачення не проводиться, зерно лише подрібнюють та просіюють). Далі крупку для обдирного помелу остаточно подрібнюють, одержуючи борошно. У вибійному відділенні борошно зважується і запаковується.

## Види млинів

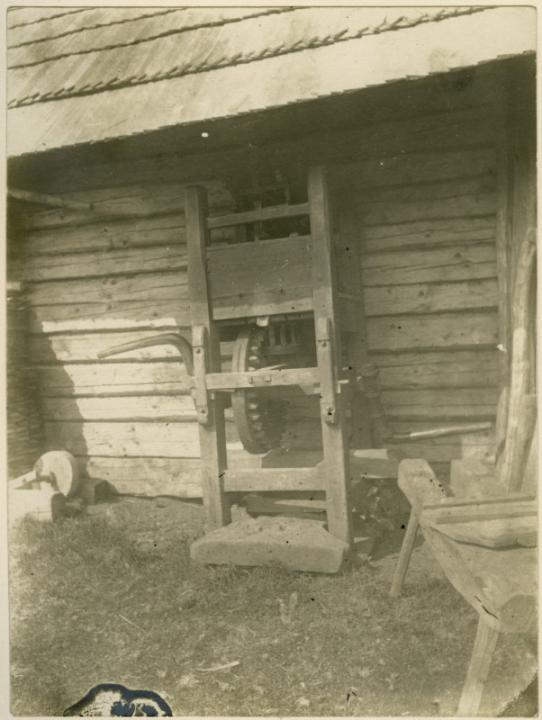
Ручний млин при хаті, село Тухолька Сколівського району (1904 рік). Фото Казимира Мокловського (1849—1905)

### Ручний млин
Ручний млин — пристрій для ручного розмелу зерна, більш складної будови, ніж прості жорна. Складається з двох рам (єрем), верхньої і нижньої, між якими поміщені жорна, механізму їх обертання і коша. На нижній рамі (єрмі) закріплене вертикальне колесо з пальцями (пальками), яке приводиться у дію корбою, і в свою чергу, через цівкову передачу обертає верхнє жорно (поверхник). Залізна вісь (веретено), що розташовується під нижнім нерухомим жорном (спідником), з'єднується із залізною втулкою (веретінником), що кріпиться до поверхника й проходить через отвір у спіднику (у ручних жорнах, вітряних і водяних млинах аналогічна деталь відома як порпиця); верхній кінець веретена входить у веретінник. На верхній, меншій рамі (кошевому єрмі) встановлений кіш для зерна, з нього виходить жолоб (коритце) зі скобою (вухом). Наявний також спеціальний важіль (закрутка), повертанням якого можна підняти чи опустити кіш.
За допомогою корби обертають колесо, горизонтальний вал якого приводить у дію вертикальне веретено; причому роль шестерен грають пальці колеса і спиці-ціви на нижньому кінці веретена. На верхньому жорні є пристрій для автоматичного регулювання подачі зерна (спружина): палиця, що під час обертання штовхає вухо, витрушуючи з нього зерно, яке падає в отвір жорна (прогорницю). Готове борошно виходить через нижній жолоб (мучник).

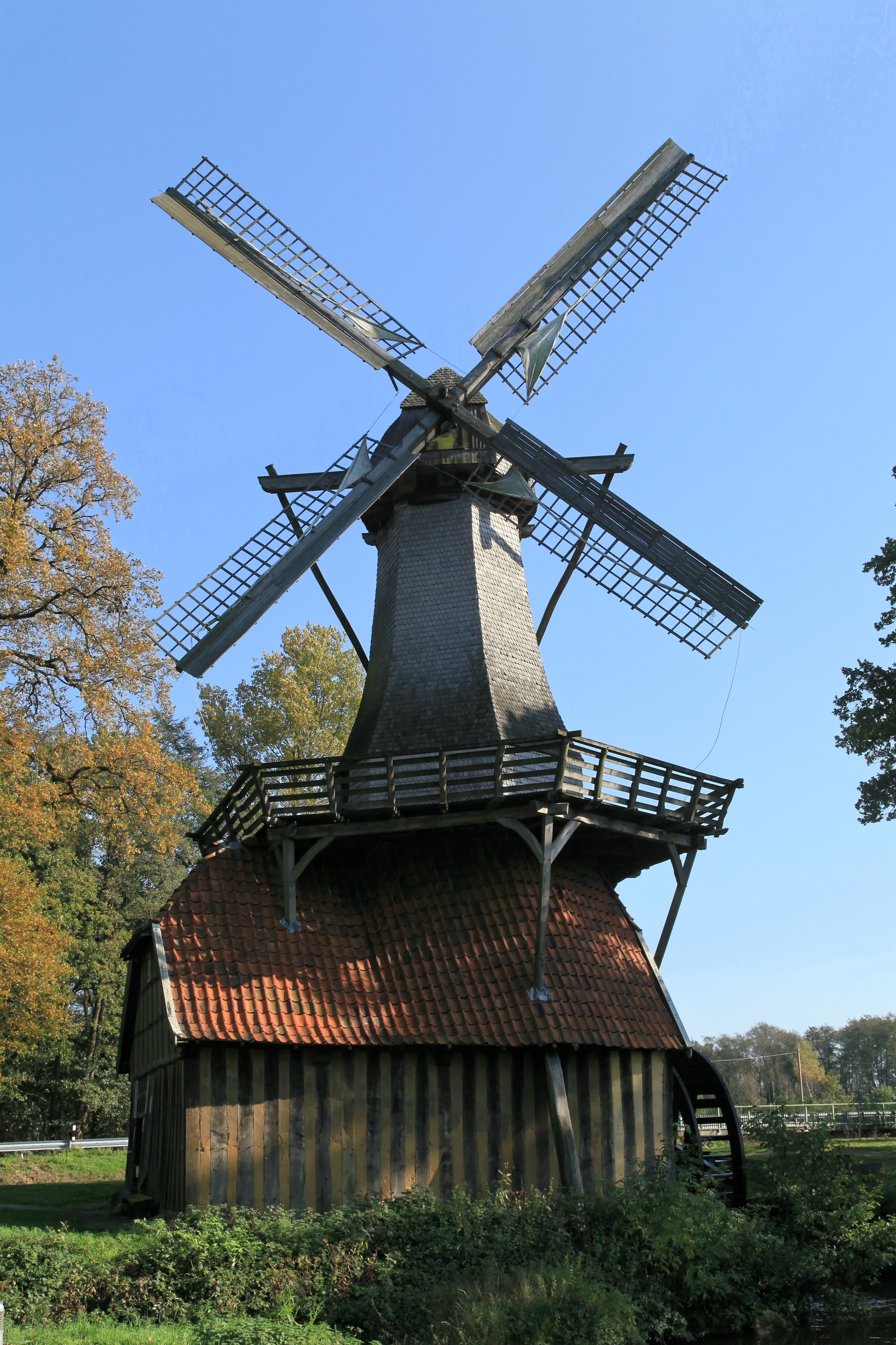
Млин у селі Гюфен (Емсланд, земля Нижня Саксонія, Німеччина) має мішаний водно-вітряний рушій: крила і водяне колесо

### Вітряний млин
Вітряк — млин, що використовує силу вітру як джерело енергії, і використовуються для того, щоб молоти зерно, а також в деяких місцевостях для перепомпування води, молочення зерна, розпилу деревини.

### Водяний млин
Для України характерні два типи водяних млинів: гребляні (стаціонарні) та наплавні. Наплавні млини базувалися лише на великих річках, зокрема Дніпрі, Десні, Сеймі. Основою, на яку встановлювали саму конструкцію млина, були човни-баржі. У разі потреби такі млини могли переміщуватись річкою.
За типом водяного колеса розрізняли такі види стаціонарних млинів:
- Коре́чний млин[11] (заст. укр. корча́к, коре́чник)[12][13] — з наливним колесом;
- Підсубі́йний млин[14] (заст. укр. підсубі́йок, підсубі́йник)[15][16] — з підливним колесом;
- Млин зі середньобійним колесом.

Середньобійне колесо повертала вода, що падала зверху, тому воно було найбільш ефективним в роботі. Найменш ефективним було підливне колесо, куди подавалась вода з невеликої висоти, а колесо поверталось повільно. Розміри колеса могли бути різними, в Британії середній водяний млин 19 століття мав діаметр три метри. За допомогою зубчастого механізму колесо поєднували з жорнами. Жорна і борошно від негоди ховали в приміщені. Приміщення млина могли бути дерев'яними та кам'яними. В Західній Європі будували як дерев'яні, так і кам'яні млини. Кам'яний млин розділяли на виробничу та житлову зони-кімнати, де мешкав мірошник (мельник), один або з родиною. Такий млин міг мати два поверхи і комори для зберігання зерна й готового борошна.

### Питель
Пи́тель — млин, на якому змелювали біле борошно особливим помолом. Питлем також називали пристрій у такому млині, що відсіває борошно, і саме борошно, змелене в такому млині (інша назва — «питльованка»). Хліб з такого борошна відомий як питльо́ваник.

### Млин з кінним приводом
Деякі млини використовували силу тяглових тварин (коней, ослів, ослюків, мулів, волів). Такий млин називався топчак (тупча́к, ступа́к) і застосовувався також для молотарок, січкарень, олійниць та інших приладів.

### Паровий млин

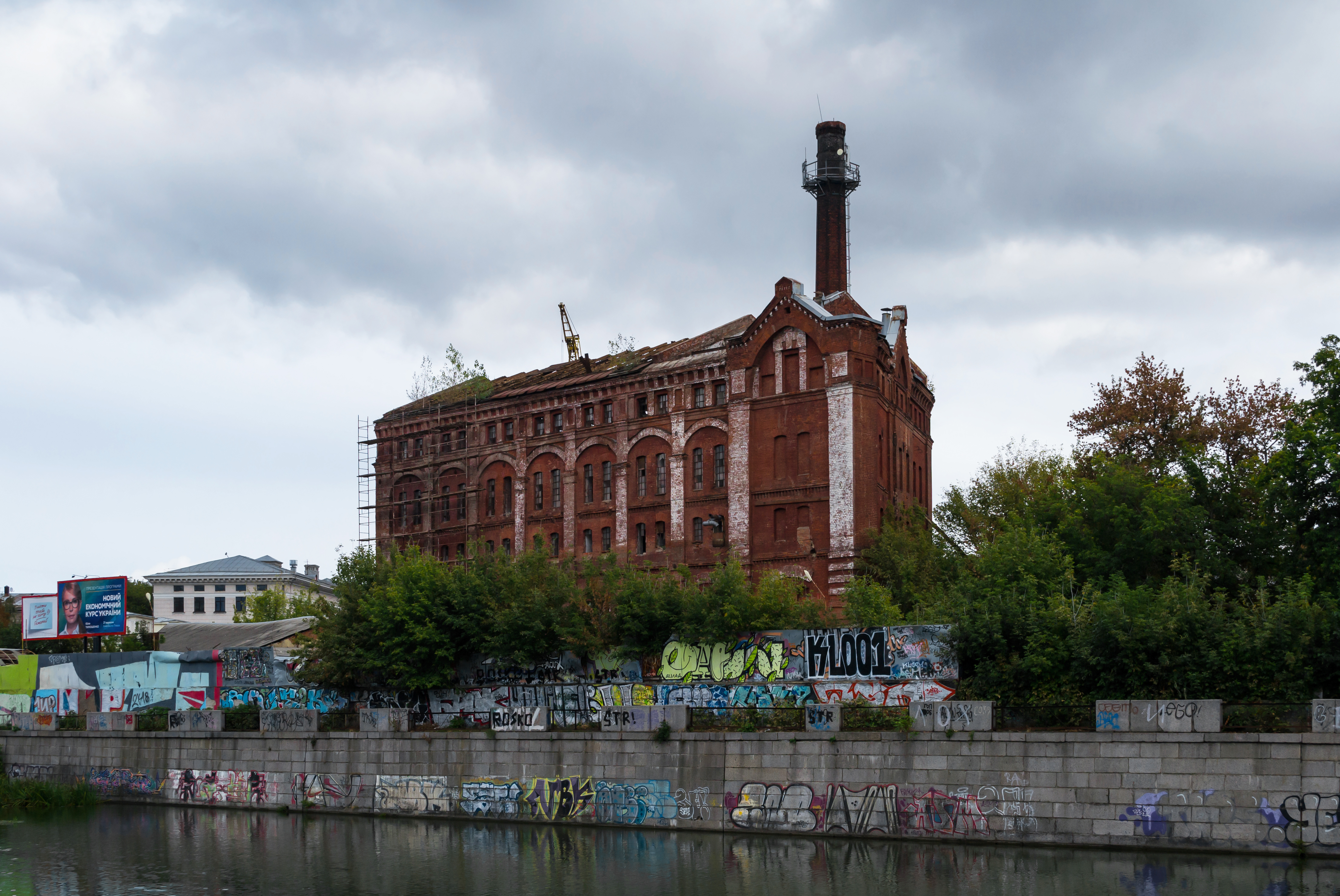
Будівля парового млина в Харкові, датована 1885 р.

Перший млин з використовуванням парового привода збудований в 1760 р. інженером Дж. Смітоном. Це ще був не паровий млин у повному сенсі слова: парова машина системи Ньюкомена приводила в дію насос, який подавав воду на верхньобійне водяне колесо, що обертало жорновий механізм. Перший справжній паровий млин з'явився 1786 року в Лондоні: «Albion Mills», споруджений за проєктом М. Бултона і обладнаний паровою машиною Ватта. Він пропрацював кілька років і був знищений пожежею в 1791 році.

### Млини для нехарчових продуктів
Млинами також називають машини для подрібнення матеріалів. Відмінність млинів від дробарок полягає в тому, що в млинах утворюються дрібніші частинки — розміром до 5, а в деяких — до 0,001 мм. Залежно від форми й виду робочого органа розрізняють такі типи млинів: барабанні, роликові, валкові, кільцеві, фрикційно-кульові, бігуни, молоткові (шахтні), пальцеві (дезінтегратори), вібраційні (вібромлини), струминні й аеродинамічні. Млини застосовують у гірничій, хімічній, металургічній, фармацевтичній промисловості, у виробництві будівельних матеріалів тощо.

## Галерея

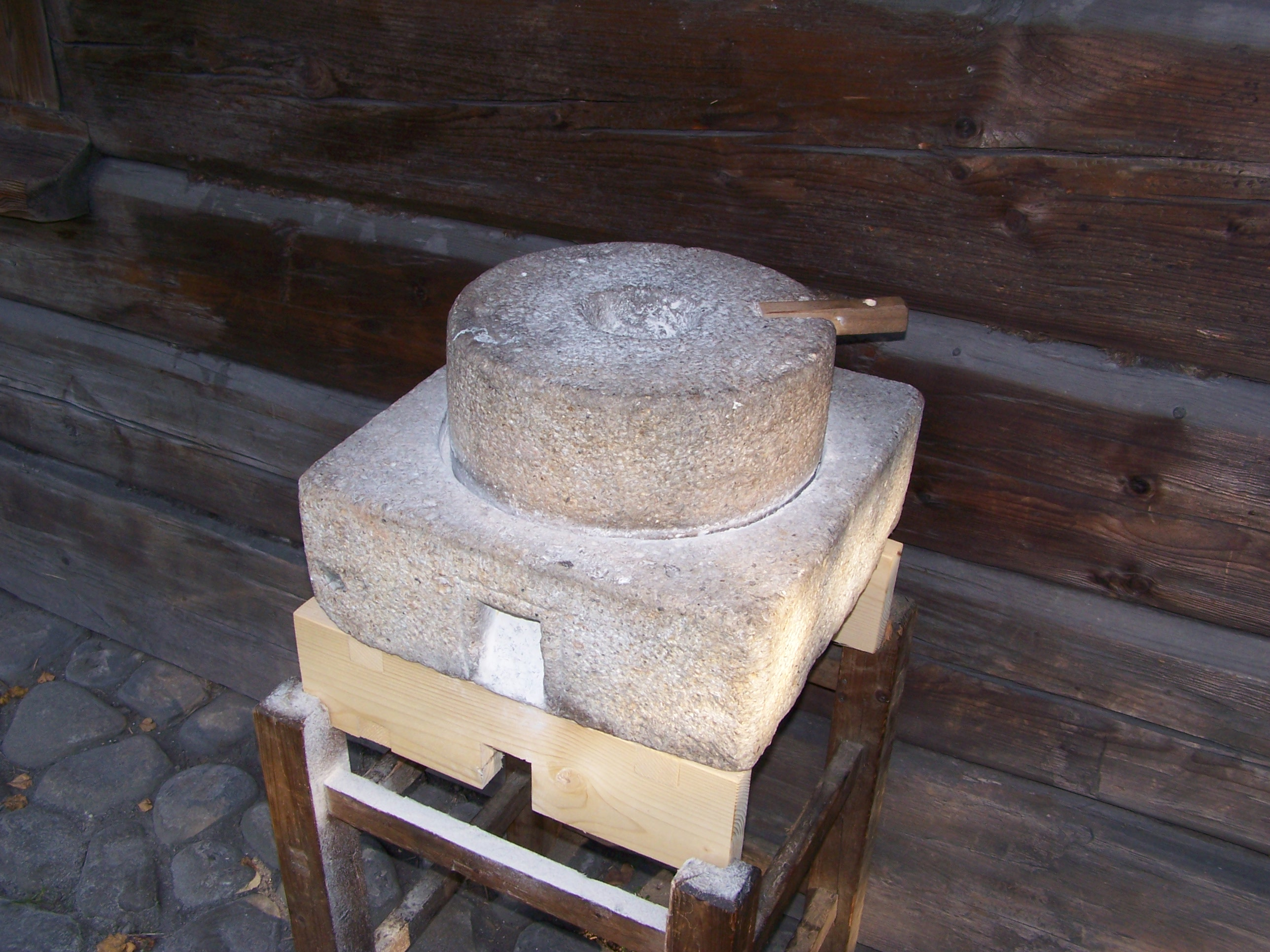
Кам'яні жорна
Жорна в роботі (Галичина, поч. XX ст.; малюнок В. І. Шагала)
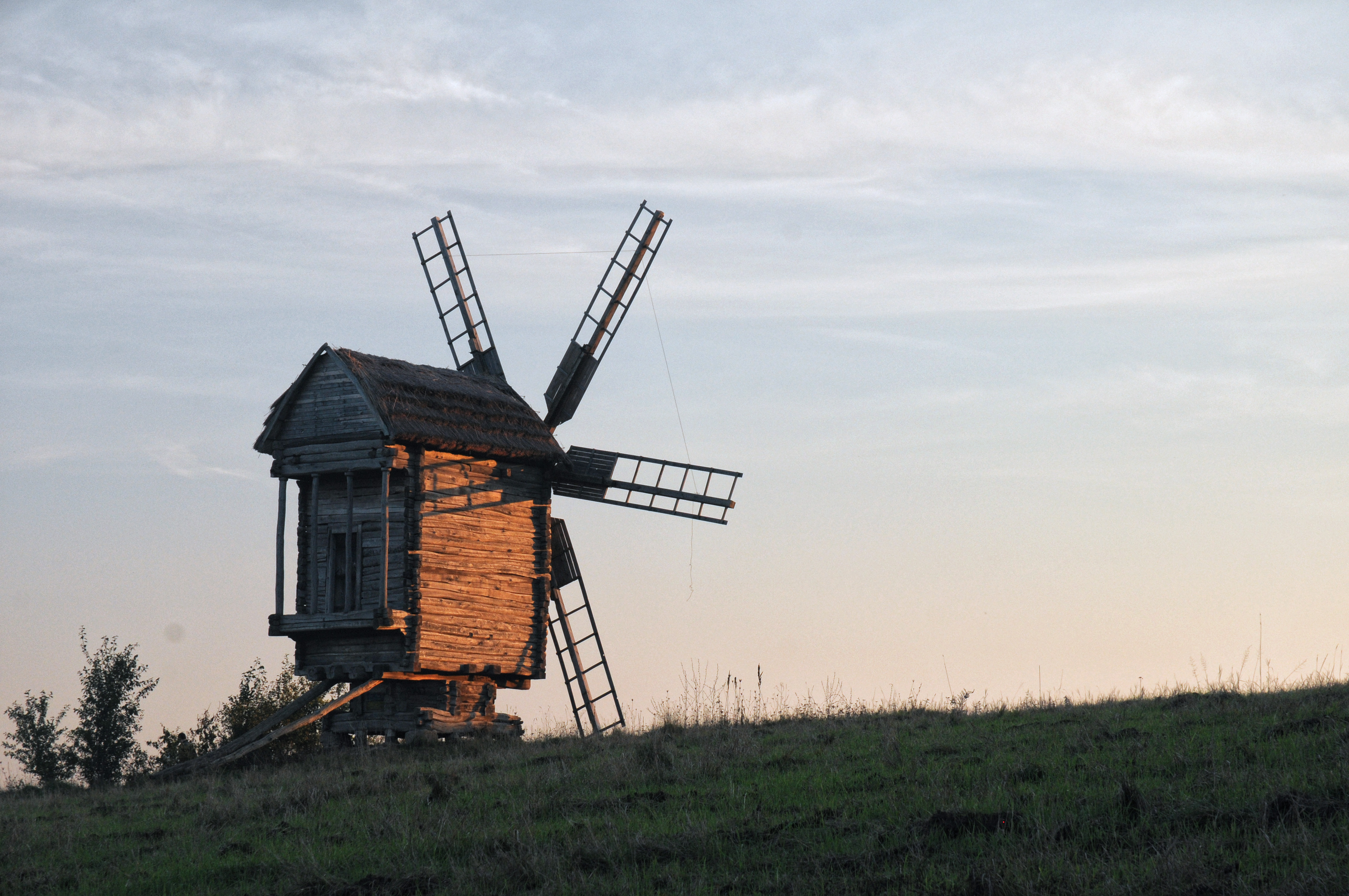
Вітряк із села Вільшани
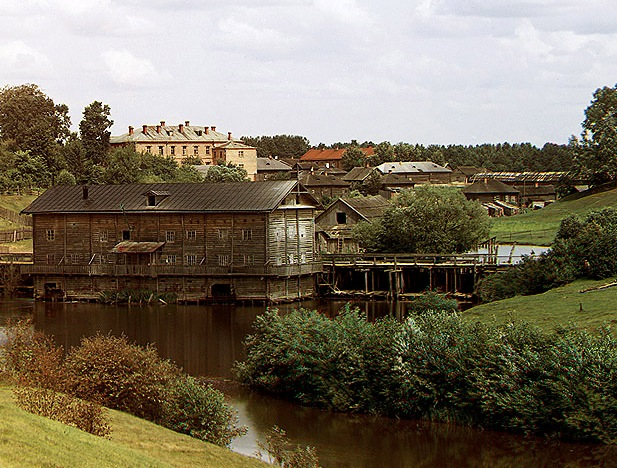
Дерев'яний, двоповерховий, водяний млин у Полоцьку. Фото С. М. Прокудіна-Горського, 1912 р.
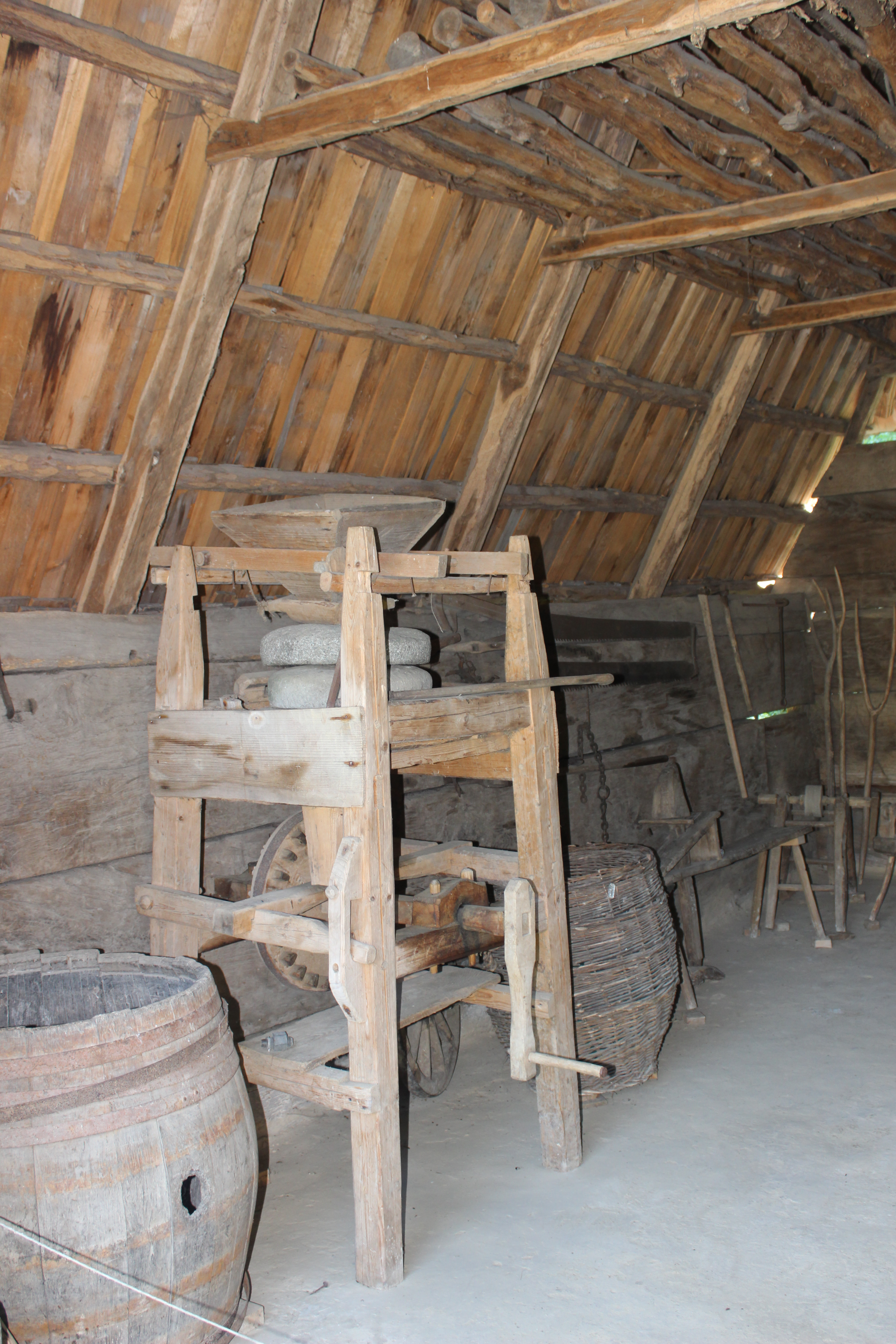
Ручний млин з села Стеблівка. Музей у Пирогові
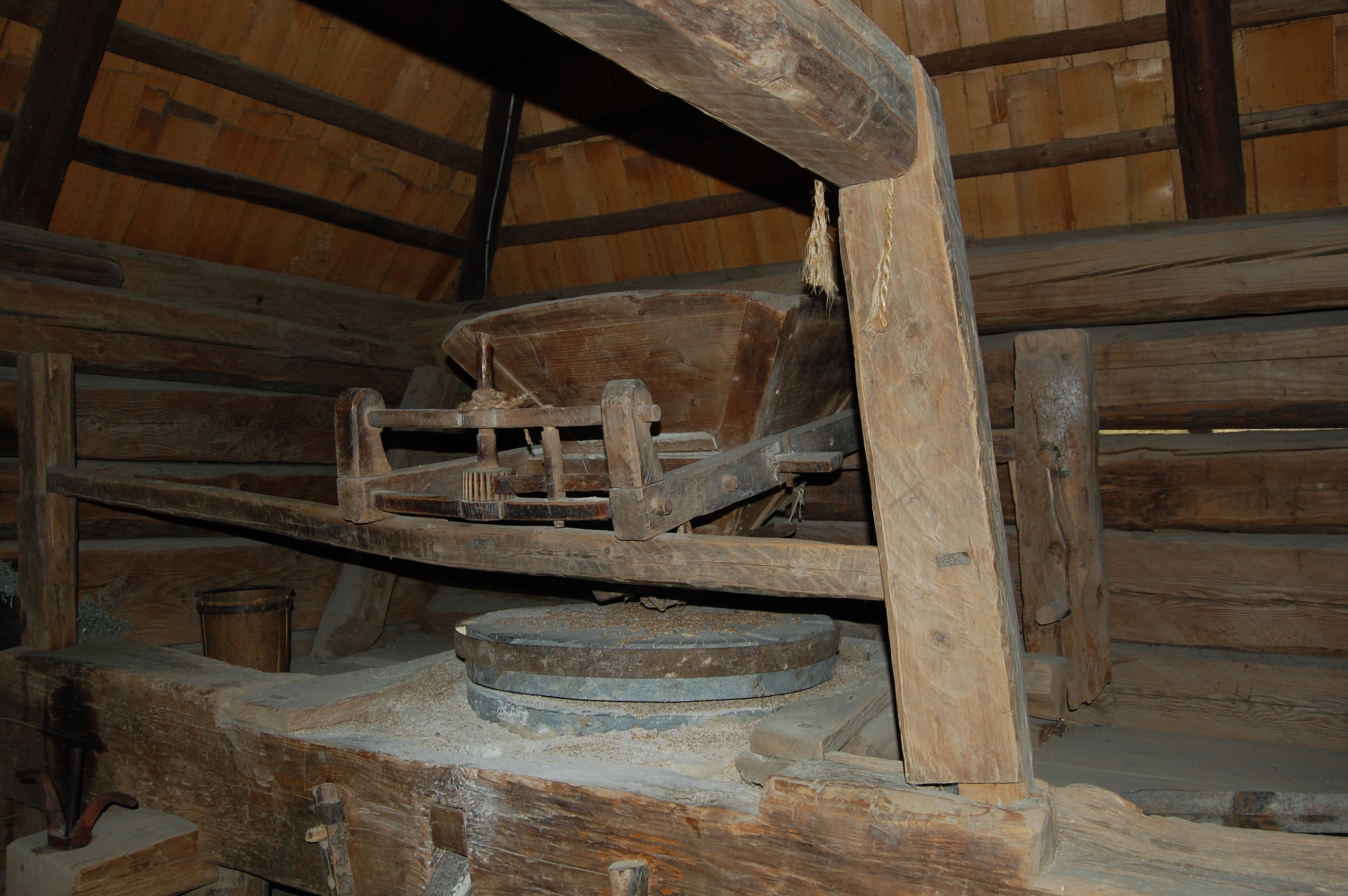
Постав млина з кошем і регулятором-спружиною.
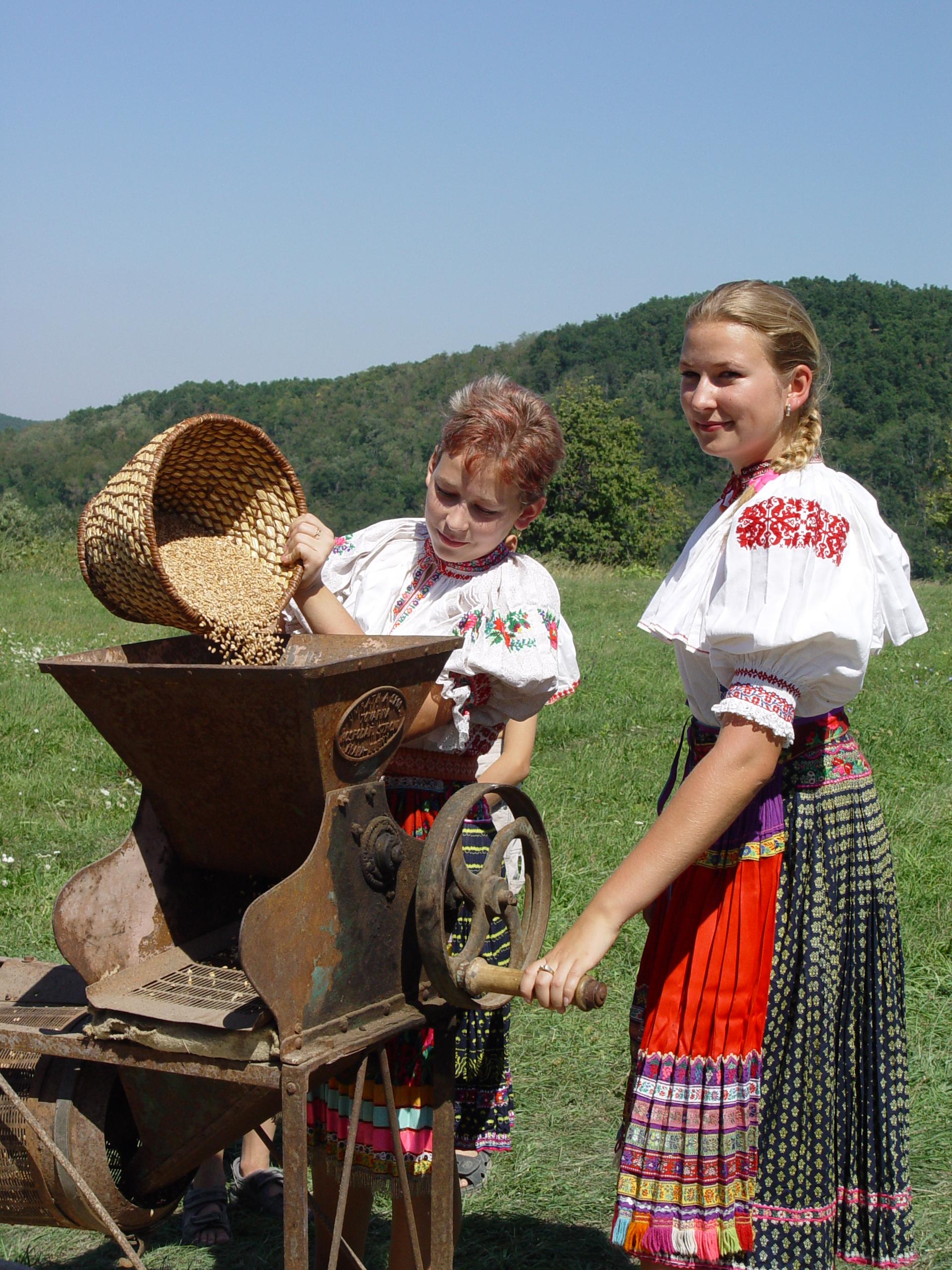
Ручний млин на фольклорному фестивалі Гонтянський парад[sk], громада Грушов, Словаччина
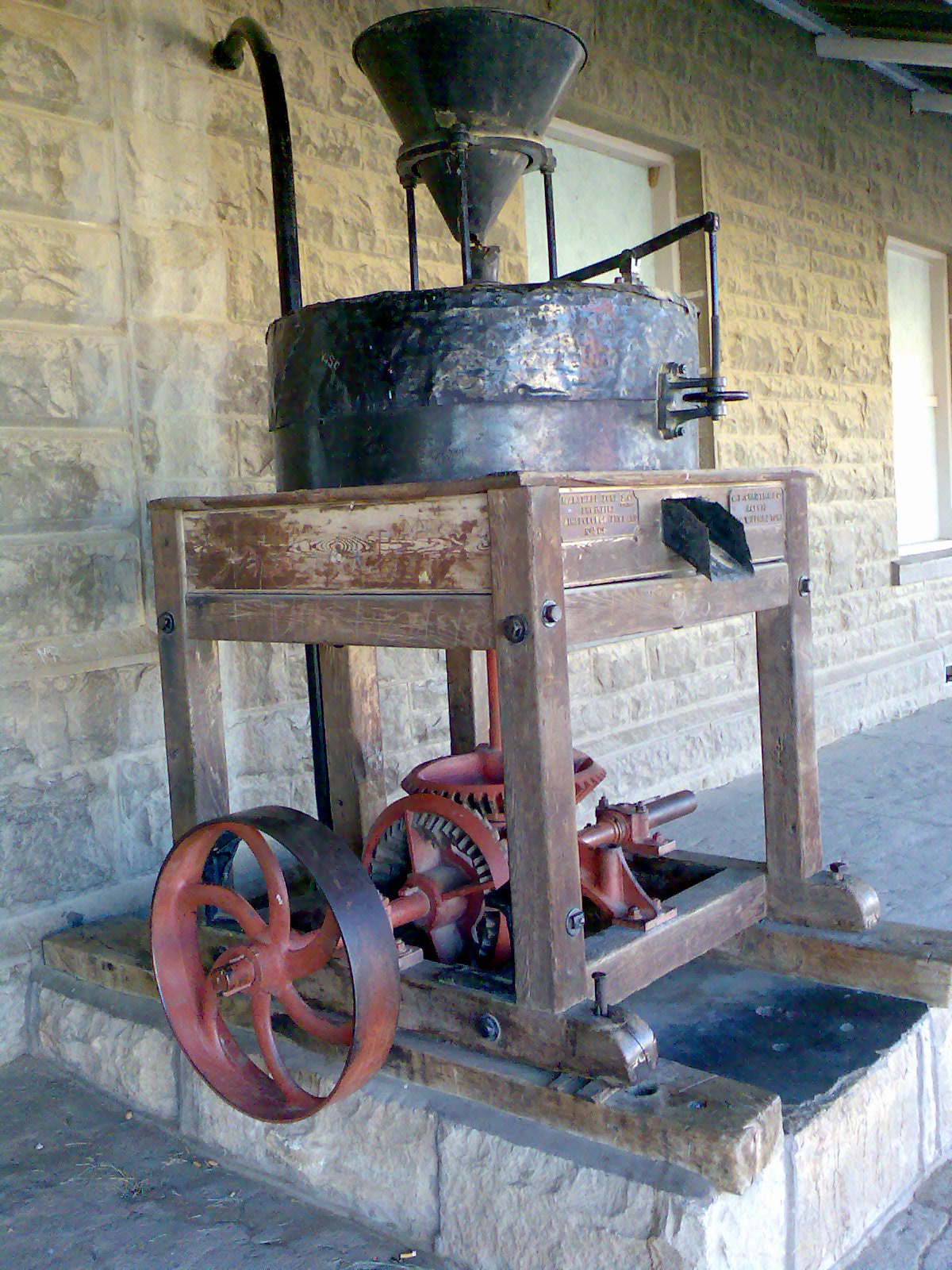
Ручний млин з колесом для парового привода. Музей у Дордреху, ПАР